# Pasquale Manfredi
Pasquale Manfredi, detto Scarface (Isola di Capo Rizzuto, 6 febbraio 1977), è un mafioso italiano, appartenente alla 'Ndrangheta.

## Biografia
Esponente di spicco della cosca dei Nicoscia-Manfredi e considerato come estremamente pericoloso dalla Direzione centrale della polizia criminale, è stato in seguito incluso nella lista dei latitanti più ricercati d'Italia. È stato arrestato il 16 marzo 2010 per reati plurimi di associazione di tipo mafioso. Si suppone sia anche l'autore dell'agguato al capobastone Carmine Arena, ucciso a colpi di bazooka colpendo la Mercedes blindata di Carmine Arena, nell'ottobre 2004 e di Pasquale Tipaldi, nel 24 dicembre 2005.
È stato arrestato a Isola di Capo Rizzuto, in un palazzetto, rintracciato per colpa del computer con la quale Manfredi si collegava alla rete con una pennetta, gli uomini della Polizia di Stato e dell'Arma dei Carabinieri hanno fatto irruzione nel palazzetto dove Pasquale Manfredi provó a sfuggire allo Stato scappando per il tetto, fu tutto vano, le forze dell'ordine lo raggiunsero e lo trarrono in arresto nel Crotonese nel marzo del 2010. Dopo l'arresto fu condannato all'ergastolo. .